# Afghanistan op de Olympische Zomerspelen 1980
Afghanistan nam deel aan de Olympische Zomerspelen 1980 in Moskou, Sovjet-Unie. Het was de achtste deelname aan de Olympische Spelen.
Er werd voor de vijfde keer deelgenomen in aan de worstelwedstrijden en voor het eerst namen er Afghanen deel aan de bokswedstrijden. Net als tijdens de zeven eerdere deelnames werd er geen medaille gewonnen.

## Deelnemers en resultaten
(m) = mannen, (v) = vrouwen 

### Boksen
| Olympiër        | Discipline | Resultaat | Prestatie                                        |
| --------------- | ---------- | --------- | ------------------------------------------------ |
| Ahmad Nesar     | -54kg (m)  | 17e       | 2e ronde: V van GDR Fink: knock-out              |
| Esmail Mohammad | -57kg (m)  | 17e       | 1e ronde: V van PRK Jo-Ung: technische knock-out |
| Rabani Ghalam   | -60kg (m)  | 17e       | 2e ronde: V van ETH Mohamed: punten              |

### Worstelen
| Olympiër           | Discipline                         | Resultaat | Prestatie                                                                                             |
| ------------------ | ---------------------------------- | --------- | --- |
| Ghulam Sanay       | grieks-romeins, vedergewicht (m)   | 11e       | 1e ronde: V van HUN Toth: fall 2e ronde: V van GRE Mygiakis: gediskwalificeerd                        |
| Sakhidad Hamidi    | grieks-romeins, lichtgewicht (m)   | 13e       | 1e ronde: V van POL Supron: gediskwalificeerd 2e ronde: V van MGL Bold: gediskwalificeerd             |
| Mohammad Aktar     | vrije stijl, lichtvlieggewicht (m) | 9e        | 1e ronde: W van IRQ Jabbar: fall 2e ronde: V van POL Falandys: 0-4 3e ronde: V van PRK Se-hong: 0-4   |
| Mohammad Aynatdin  | vrije stijl, vlieggewicht (m)      | 9e        | 1e ronde: V van YUG Efremov: fall 2e ronde: W van VIE Thieng: fall 3e ronde: V van PRK Dok-ryong: 1-3 |
| Mohammad Halilula  | vrije stijl, bantamgewicht (m)     | 12e       | 1e ronde: V van PER Hurtado: 1-3 (Per) 2e ronde: V van ROU Neagu: forfait                             |
| Khojawahid Zahedi  | vrije stijl, weltergewicht (m)     | 11e       | 1e ronde: W van SYR Fawaz: fall 2e ronde: V van GDR Steingräber: fall                                 |
| Ahmadjan Khasan    | vrije stijl, middengewicht (m)     | 14e       | 1e ronde: V van POL Mazur: gediskwalificeerd                                                          |
| Ibrahim Shudzandin | vrije stijl, halfzwaargewicht (m)  | 11e       | 1e ronde: V van MGL Tserentogtokh: gediskwalificeerd 2e ronde: V van SEN Diop: fall                   |

Afghanistan · Algerije · Andorra · Angola · Australië · België · Benin · Birma · Botswana · Brazilië · Bulgarije · Colombia · Congo-Brazzaville · Costa Rica · Cuba · Cyprus · Denemarken · Dominicaanse Republiek · Duitse Democratische Republiek · Ecuador · Ethiopië · Finland · Frankrijk · Griekenland · Groot-Brittannië · Guatemala · Guinee · Guyana · Hongarije · Ierland · IJsland · India · Irak · Italië · Jamaica · Joegoslavië · Jordanië · Kameroen · Koeweit · Laos · Lesotho · Libanon · Liberia · Libië · Luxemburg · Madagaskar · Mali · Malta · Mexico · Mongolië · Mozambique · Nederland · Nepal · Nicaragua · Nieuw-Zeeland · Nigeria · Noord-Korea · Oeganda · Oostenrijk · Peru · Polen · Portugal · Puerto Rico · Roemenië · San Marino · Senegal · Seychellen · Sierra Leone · Sovjet-Unie · Spanje · Sri Lanka · Syrië · Tanzania · Trinidad en Tobago · Tsjecho-Slowakije · Venezuela · Vietnam · Zambia · Zimbabwe · Zweden · Zwitserland